# 泰武煙管蝸牛
泰武煙管蝸牛（学名：Hemiphaedusa taibuensis）为煙管蝸牛科臺灣紡錘煙管蝸牛屬下的一个种。該物種主要分布於臺灣東南部的臺東縣泰武鄉泰武、北大武山等地。該物種的學名取自模式標本產地泰武。